# Roland TR-606

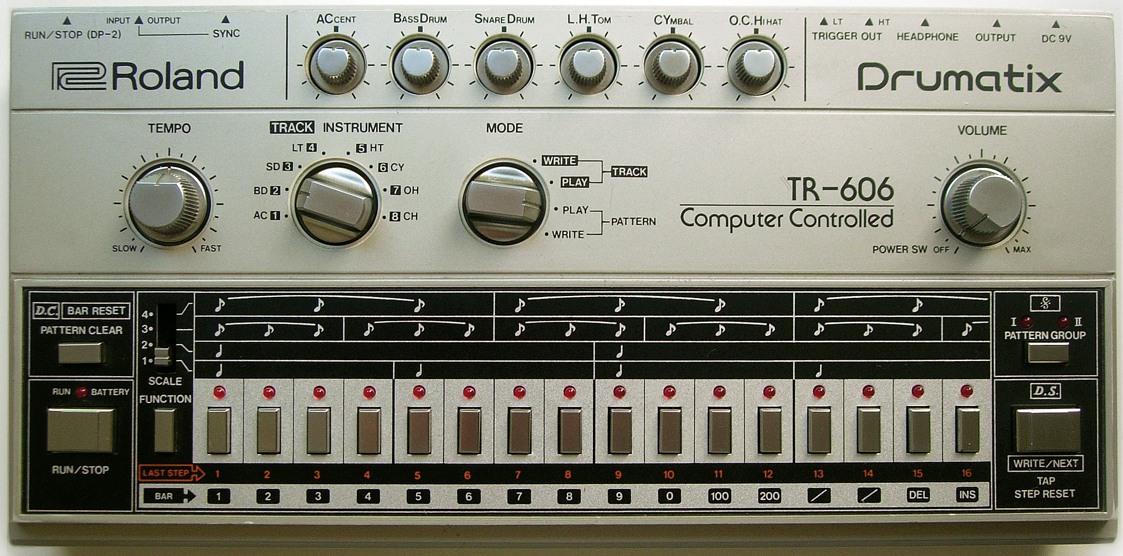

Roland TR-606 – automat perkusyjny firmy Roland, który pojawił się na rynku w roku 1981. 
TR-606 został zaprojektowany do bezpośredniej współpracy z syntezatorem analogowym Roland TB-303, choć dzięki zastosowaniu systemu synchronizacji DINsync, może on współpracować ze wszystkimi innymi instrumentami posiadającymi ten sposób taktowania. Rozmiar pamięci tego modelu pozwala na przechowywanie w niej 32 fraz i 8 utworów, które można komponować z siedmiu dostępnych dźwięków perkusyjnych:
1. snare – werbel,
2. kick – stopa,
3. closed hi hat – zamknięty hi-hat,
4. open hi hat – otwarty hi-hat,
5. tom1 – pierwszy tom-tom,
6. tom2 – drugi tom-tom,
7. cymbal – talerz.

TR-606, jak i inne automaty perkusyjne z rodziny „TR” (ang. Transistor Rhythm), jest bardzo popularny do dziś. Problemem z jego stosowaniem w nowoczesnych studiach nagraniowych jest brak zaimplementowanego standardu komunikacji MIDI. Jednak dzięki zestawom modyfikacyjnym, produkowanym przez firmę Kenton Electronics czy też Analog Solutions, można go wyposażyć w tenże interfejs.
Urządzenie może nie tylko transmitować, ale również odbierać sygnał synchronizacyjny standardu DINsync do współpracy z innymi automatami serii TR. Posiada ono także dwa złącza TRIG-out służące do kontrolowania zewnętrznych sekwencerów bądź arpegiatorów.
Automat TR-606 był i nadal jest popularny, słychać go m.in. w utworach:
1. Tangerine Dream – „Poland” (zaraz po słowach Jerzego Kordowicza),
2. Aya RL – "„Skóra”,
3. Franek Kimono – „King Bruce Lee karate mistrz”,
4. Podróże Pana Kleksa – „Z poradnika młodego zielarza”.